# Vitorchiano
Vitorchiano é uma comuna italiana da região do Lácio, província de Viterbo, com cerca de 3.214 (Cens. 2001) habitantes. Estende-se por uma área de 29,83 km², tendo uma densidade populacional de 107,74 hab/km². Faz fronteira com Bomarzo, Soriano nel Cimino, Viterbo.

## Demografia
| Variação demográfica do município entre 1861 e 2011                               |
|                                                                                   |
| Fonte: Istituto Nazionale di Statistica (ISTAT) - Elaboração gráfica da Wikipedia |